# Cajun

Cajun Heartland

Met Cajun wordt het deel van de bevolking van de Amerikaanse staat Louisiana bedoeld dat oorspronkelijk uit Acadië (Canada) afkomstig is. Het gebied in Louisiana waar de meeste cajuns wonen, noemt men de Cajun Triangle, die grofweg loopt tussen New Orleans, Lake Charles en Alexandria. Daarnaast bestaan er ook gemeenschappen van cajuns in het zuidoosten van de staat Texas. Behalve de bevolkingsgroep en hun woongebied wordt met de term ook hun taal, muziek en keuken aangeduid.

## Geschiedenis
Acadië was een Franse kolonie die lag in New Brunswick en Nova Scotia. De bevolking was Franstalig en bestond voornamelijk uit immigranten uit het zuidwesten van Frankrijk. In 1713 werd het gebied Engels. Na een periode van wrijving werd de Franstalige bevolking in 1755 door de Engelsen verdreven, naar Frankrijk, de Caraïben, het oosten van de huidige Verenigde Staten. Tussen 1762 en 1770 kwamen 4.000 à 5.000 van deze Acadians terecht in Louisiana, toen Spaans gebied. Ze vestigden zich in de moerassen (bayous) van het zuiden van Louisiana en de prairies van het zuidwesten van Louisiana. Ze vermengden zich geleidelijk aan met de al aanwezige Franse kolonisten (créoles) en ook met andere Europese kolonisten, zoals de immigranten die zich vanaf 1770 vanuit Spanje in Ascension Parish, St. Bernard Parish en Iberia Parish vestigden. Vanaf 1791 kwamen ook Franse inwoners van Haïti naar Louisiana op de vlucht voor een slavenopstand.
De Amerikanen, die het gebied Louisiana in 1802 van Napoleon kochten, noemden hen Acadian. Zonder de "A" en op zijn Amerikaans uitgesproken is die benaming gaandeweg verbasterd tot "Cajun". Toch ontstond de culturele identiteit van de cajuns pas na de Amerikaanse Burgeroorlog tijdens de tweede helft van de 19e eeuw en het begin van de 20e eeuw, uit de vermenging van de Acadiërs, andere Fransen in Louisiana, Spaanse, Duitse en sommige Engelstalige immigranten. Dit wordt gereflecteerd in de meest voorkomende achternamen van cajuns, die van Acadische (Boudreaux, Bourgeois, Breaux, Comeaux, Cormier, Doucet, Girouard, Hebert, LeBlanc, Theriot of Thibodeaux), andere Franse (Fontenot, Soileau, Delahoussaye of Fuselier), Spaanse (Dartez, Miguez, Romero of Segura), Duitse (Abshire, Hymel, Schexnider of Stelly) en Angelsaksische oorsprong (McGee) zijn.
De eerste cajuns vestigden zich vanaf de jaren 1840 ten westen van de rivier de Sabine in Oost-Texas. Zij werkten er in de rijstvelden of voor de spoorwegmaatschappij in Houston. Tussen 1901 en 1940 was er een grote instroom door de werkgelegenheid in de olie-industrie in en om Houston. Later lokten ook de scheepswerven en garnaalvisserij cajuns naar Texas. In 1850 was er sprake van ongeveer 600 Fransen uit Louisiana in Texas, rond 2000 werd het aantal cajuns in Texas geschat op 375.000.
Na de Tweede Wereldoorlog werden de cajuns meer en meer geïntegreerd in de Amerikaanse cultuur en verdween het gebruik en de kennis van het Frans snel, te beginnen met de jongste generaties. Bij cajuns geboren tussen 1966 en 1970 had 12% het Frans als moedertaal; bij hen geboren tussen 1971 en 1975 was dit nog 8%.

## Taal
Cajun-Frans oftewel 'Louisiana creools', wordt anno 2015 nog maar door een deel van de Cajuns in de dagelijkse omgang gesproken, voornamelijk door ouderen. Maar sedert de jaren zestig van de twintigste eeuw is er wel een hernieuwde belangstelling onder de jeugd voor allerlei culturele activiteiten in die taal, mede dankzij een door de staat Louisiana opgezet project: de CODOFIL (Council of Development of French in Louisiana). Toch loopt het aantal Franssprekenden snel terug.

## Muziek
Cajunmuziek is een geheel eigen muziekstijl, rond 1900 waarschijnlijk ontstaan uit een mengeling van oude Franse volksmuziek en de muziek van andere immigranten zoals Duitsers en ook in zekere mate de percussionistische ritmiek van de Creolen in Louisiana. De diatonische accordeon (trekzak met tien knoppen) heeft een leidende rol, begeleid door viool en triangel ('tit fer ofwel: klein ijzer). Er wordt vaak met hoge stem bij gezongen in het Cajun-Frans. In de jaren 30 en 40 werd de cajunstijl nog overheerst door de sterke invloed van country uit buurstaat Texas, maar dankzij de populariteit van trekzakspeler Iry LeJeune (1928-1955) kwam deze dansmuziek met z'n twosteps en walsen rond 1950 echt in trek, ook elders in de wereld. 
Sinds 1984 wordt cajunmuziek ondersteund door de Cajun French Music Association (CFMA), en ontstond er een zeer levendige muziekcultuur.